# Paravitex
Paravitex es un género de plantas con flores pertenecientes a la familia de las lamiáceas, anteriormente se encontraba en las verbenáceas. Incluye una sola especie: Paravitex siamica H.R.Fletcher (1937), originaria de Tailandia.